# 韋塞利哈伊 (紹斯特卡區)
51°54′39″N 34°8′49″E / 51.91083°N 34.14694°E
韋塞利哈伊（烏克蘭語：Веселий Гай）是位於烏克蘭東北部的村莊，由蘇梅州紹斯特卡區的斯韋薩市鎮負責管轄。該村分別距離斯捷潘尼夫卡2.5公里和穆拉韋伊尼亞3公里，海拔高度195米，2001年人口7。